# مرض التبغ الأخضر
مرض التبغ الأخضر ( GTS ) هو نوع من التسمم بالنيكوتين الناجم عن امتصاص النيكوتين عبر الجلد من سطح الرطب لنباتات التبغ.  إن حاصدين التبغ، الذين تصبح ملابسهم مشبعة بالتبغ المبلل بالمطر أو ندى الصباح ، معرضون بشكل كبير لخطر الإصابة بمتلازمة GTS. يمكن للعمال تجنب الإصابة بهذا المرض عن طريق انتظار الحصاد حتى تجف أوراق التبغ، أو عن طريق ارتداء بدلة المطر. يجب خلع الملابس المبللة التي لامست أوراق التبغ على الفور، ويجب غسل الجلد بالماء الدافئ والصابون.
يبدو أن النيكوتين من مصادر أخرى، بما في ذلك علكة النيكوتين أو لصقة النيكوتين أو السجائر الإلكترونية أو منتجات التبغ الأخرى مثل السجائر أو التبغ عديم الدخان ، يقلل من خطر الإصابة بمتلازمة GTS بسبب تكيف الجسم مع تناول النيكوتين .
تشمل أعراض متلازمة GTS الغثيان والقيء والصداع والدوار والضعف الشديد.  وقد تكون هذه الأعراض مصحوبة بتغيرات في ضغط الدم أو معدل سرعة القلب . ومن الشائع أيضًا تشنجات في البطن والقشعريرة و التعرق الزائد وسيلان اللعاب وصعوبة التنفس.  سيختفي المرض من تلقاء نفسه خلال يوم أو يومين، لكن الأعراض قد تكون شديدة جدًا بحيث تتطلب علاجًا طبيًا طارئًا.
يوجد في جميع أنحاء العالم ما يقدر بنحو 33 مليون عامل في مزارع التبغ، وتعيش نسبة كبيرة منهم في البلدان النامية. أفادت دراسة دولية حديثة أن ما بين 8 إلى 89٪ من العاملين في حصاد التبغ قد يتأثرون خلال الموسم الواحد (ربما يرجع هذا الاختلاف الواسع إلى الاختلافات بين منهجيات الدراسة بالإضافة إلى مجموعة من ظروف العمل). أنّ النتائج الصحية طويلة المدى للأفراد الذين يتعرضون للنيكوتين عبر الجلد لفترات طويلة من الزمن غير معروفة. 